# Borkowice
Borkowice è un comune rurale polacco del distretto di Przysucha, nel voivodato della Masovia.
Ricopre una superficie di 86,06 km² e nel 2004 contava 4 683 abitanti.